# Chiêu liêu xanh
Chiêu liêu xanh (danh pháp khoa học: Terminalia perrieri) là một loài thực vật có hoa trong họ Trâm bầu. Loài này được Capuron miêu tả khoa học đầu tiên năm 1973.